# Alfred Ladwig
Alfred Ladwig war ein deutscher Fußballspieler.

## Karriere

### Vereine
Ladwig gehörte dem BTuFC Viktoria 1889 als Mittelfeldspieler an, für den er in der Saison 1911/12 und 1912/13 in den vom Verband Brandenburgischer Ballspielvereine organisierten Berliner Meisterschaften zum Einsatz kam. In der in zwei Gruppen ausgetragenen Meisterschaft 1911/12 ging er mit seiner Mannschaft als Sieger aus der Gruppe A hervor. Das sich anschließende am 7. und 21. April in Hin- und Rückspiel ausgetragene Finale gegen den BFC Preussen, dem Sieger der Gruppe B, wurde jeweils mit 1:2 verloren. In der Folgesaison, in der in einer zehn Vereine umfassenden Gruppe gespielt wurde, ging er mit seiner Mannschaft als Berliner Meister hervor.
Mit diesem Erfolg war er mit seinem Verein auch in der Endrunde um die Deutsche Meisterschaft vertreten. Er bestritt das am 13. April 1913 auf dem Union-Platz in Mariendorf bei Berlin, der Spielstätte des BTuFC Union 1892, mit 6:1 über den SV Prussia-Samland Königsberg gewonnene Viertelfinale. Vierzehn Tage später unterlag er mit seinem Verein dem späteren Deutschen Meister VfB Leipzig auf dem Platz an der Marienbrücke, der Spielstätte der SG Olympia 1896 Leipzig, mit 1:3. Zuvor kam er mit seinem Verein, als Titelverteidiger aus dem Jahr 1911, bereits am 5. und 19. Mai 1912 beim 7:0-Viertelfinalsieg beim BuEV Danzig und bei der 1:2-Halbfinalniederlage n. V. gegen den späteren Deutschen Meister Holstein Kiel zum Einsatz.

### Auswahlmannschaft
Als Spieler der Auswahlmannschaft des Verbandes Brandenburgischer Ballspielvereine nahm er an der fünften Auflage des Wettbewerbs um den Kronprinzenpokal teil. Nachdem seine Mannschaft das Viertel- und Halbfinale am 13. Oktober und 10. November 1912 mit 5:0 und 5:1 gegen die Auswahlmannschaften des Südostdeutschen Fußball-Verbandes und des Norddeutschen Fußball-Verbandes hat gewinnen können, zog sie ins Finale ein. Bei der 3:5-Niederlage gegen die Auswahlmannschaft des Westdeutschen Spiel-Verbandes kam er am 8. Juni 1913 vor 10.000 Zuschauern im Deutschen Stadion in Berlin zum Einsatz.

## Erfolge
- Berliner Meister 1913
- Finalist um den Kronprinzenpokal 1913